# 托马斯·J·加里号护航驱逐舰
托马斯·J·加里号护航驱逐舰（英語：USS Thomas J. Gary，舷号：DE-326），是美国海军于第二次世界大战期间建造的一艘埃德索尔级护航驱逐舰，其舰名取自在珍珠港事件中阵亡的托马斯·琼斯·加里（USS Thomas J. Gary (DE-326)）二等兵，该舰最初名为加里号（英語：USS Gary），至1945年1月1日更名为完整名称。
该舰由二等兵的母亲威利·米亚·加里（Thomas Jones Gary）夫人冠名，于1943年6月15日在德克萨斯州奥兰治联合钢铁厂铺设龙骨，随后于1943年8月21日下水。1943年11月27日，加里号正式服役，交由威廉·亨利·哈里森（William Henry Harrison）少校指挥。

## 设计与装备
埃德索尔级护航驱逐舰的设计与巴克利级护航驱逐舰类似，均采用长船体并建有较高的舰桥。该级护航驱逐舰配备3英寸（76毫米）50倍径单装主炮，坎普号后续更换为5英寸（127毫米）38倍径主炮。该级护航驱逐舰由4台费尔班克斯-莫尔斯38D8-1/8-10内燃机提供动力，总功率最高可达6000匹马力，最高航速21节。其燃料舱可携带312吨重油，在12节航速下航程可达11000海里。此外，该级舰船还配备有较完善的侦查搜索系统，包括SL或SU水面雷达、SA对空雷达、QC声呐系统以及用于监听潜艇无线电的HF/DF天线。

## 服役历史
在百慕大完成试航调整后，加里号于1944年2月5日前往关塔那摩湾执行短期任务，3月9日，她护送船团出发，正式开始其大西洋护航生涯，此后直至1945年5月，她共护送8批船团前往地中海和英国。加里号驻留美国东岸期间一般会前往缅因州、关塔那摩湾或新伦敦训练，1944年6月，她还被派往海军舰队声呐学校协助培训学员。加里号的护航工作较为顺利，其所在船团几乎没有损失，仅1944年12月时休伦号护卫舰与一艘商船相撞，造成自身船体严重损伤，加里号接收了100余名护卫舰船员并护送拖船将该舰送至百慕大维修。
1945年5月7日，托马斯·J·加里号护送船团驶抵纽约，正式结束其大西洋护航任务。随后她前往加勒比地区接受太平洋战区适应训练，6月22日，她离开海地，经巴拿马运河进入太平洋，7月12日，她跟随一支船队由圣迭戈前往夏威夷，最终于20日抵达珍珠港。8月1日，托马斯·J·加里号跟随第57护航中队出发，经埃内韦塔克环礁和关岛，于17日顺利抵达菲律宾圣佩德罗湾。29日，她跟随第77.1特混舰队离开莱特湾，护送她们前往韩国。
几天后，托马斯·J·加里号和姊妹舰克雷奇默号被派往基隆接驳战争期间被俘的盟军，她们顺利完成任务并将伤员转移至布洛克岛号护航航空母舰和马尼拉。此后一段时间，托马斯·J·加里号继续跟随舰队前往琉球群岛。10月，她前往东海参加演习，19日，她撞上一根水下原木，右侧螺旋桨严重受损，航速也随之下降至13节，她被迫离队返航，最终于11月23日驶抵塞班岛接受维修。
托马斯·J·加里号随后返回菲律宾附近海域执行任务，期间她还先后造访了香港和冲绳。1946年4月8日，她离开新加坡，经印度洋、苏伊士运河和地中海，最终于5月29日驶抵南卡罗来纳州查尔斯顿。9月25日，托马斯·J·加里号被拖至格林科夫斯普林斯封存，随后于1947年3月7日正式退役。
1956年7月24日，托马斯·J·加里号被送往费城海军船坞进行改造，11月1日，她被重新分类为雷达哨戒驱逐舰DER-326。1957年8月2日，托马斯·J·加里号重归现役，之后一段时间，她一直在纽波特和关塔那摩湾训练。12月30日，该舰正式接入大西洋方向的导弹预警系统，此后的一年半内，她共完成了12次雷达哨戒巡逻任务，期间还于1958年8月访问了比利时和英国。1959年7月，托马斯·J·加里号驶入波士顿海军造船厂进行大修，10月30日，她前往古巴海域参加训练，12月20日，她返回北大西洋继续开展雷达哨戒任务。
之后的数年内，托马斯·J·加里号一直在大西洋各海域执行雷达哨戒任务，期间穿插少量访问港口、搜索潜艇、作战训练等短期任务。1965年9月13日，该舰被派遣至太平洋参加深冻行动。1966年3月，她自新西兰返航，经苏伊士运河、巴塞罗那、不莱梅、哥本哈根和爱丁堡，最终于5月21日抵达纽波特。8月24日，托马斯·J·加里号再次前往但尼丁协助南极考察工作，此后直至年底，她一直驻留麦克默多湾与新西兰间的海域，为往来飞行员提供飞行指引和搜救协助。1967年3月，她由珀斯返航并于5月24日驶抵纽波特。
7月1日，托马斯·J·加里号的母港被更换为基韦斯特，此后一段时间，她一直在美国东岸活动。1968年8月，她协助丹尼尔·韦伯斯特号核潜艇开展了UGM-27北极星导弹的发射试验，随后她被派往古巴海域监视苏联活动。1969年7月，托马斯·J·加里号开始为大西洋的反潜舰队提供情报支持，任务完成后，她于10月底返回基韦斯特，在此期间，她因特殊贡献而被授予海军单位嘉奖。
1970年4月1日，托马斯·J·加里号启程前往欧洲，她先后到访西班牙、丹麦、联邦德国和英国，最终于9月7日返抵基韦斯特，在此期间，该舰再一次为反潜作战的技战术开发提供了巨大帮助，她也因此再度获颁海军单位嘉奖。此后数年内，托马斯·J·加里号主要在港口附近执行任务，仅1972年春季短暂前往德国和塞内加尔访问。
1973年9月，33名突尼斯海员登上托马斯·J·加里号受训，为即将到来的转移工作做准备。10月12日，该舰由查尔斯顿出发，经蓬塔德尔加达和帕尔马，最终于21日抵达比塞大。次日，托马斯·J·加里号自美国海军退役并除籍，随后她被更名为布尔吉巴总统号，正式加入突尼斯海军。1992年4月16日，布尔吉巴总统号轮机舱发生大火，之后她仅作为固定指挥中心和宿舍船使用。1992年至1993年，该舰被出售拆解，其桅杆被保留下来，后存放于比塞大海军基地。

## 荣誉
托马斯·J·加里号服役期间所获荣誉如下：
| Bronze star |             |  |
|             |             |  |
|             | Bronze star |  |

| 海军单位嘉奖 （2次） | 功绩单位嘉奖                 | 海军远征奖章           |
| 美国战役奖章         | 亚太战役奖章                 | 第二次世界大战胜利奖章 |
| 国防部服役奖章       | 南极服役奖章 （1枚战斗之星） | 武装部队远征奖章       |

## 历任舰长
| 姓名       | 译名                     | 军衔             | 所属军种       | 任职时间                    |
| ---------- | ------------------------ | ---------------- | -------------- | --------------------------- |
|            | 威廉·亨利·哈里森         | 少校             | 美国海军预备役 | 1943年11月27日              |
|            | 罗伯特·艾尔              | 少校             | 美国海军预备役 | 1944年7月10日               |
|            | 理查德·H·史密斯          | 少校             | 美国海军预备役 | 1945年7月4日                |
|            | 小拉塞尔·西德诺尔·克伦肖 | 少校             | 美国海军       | 1945年11月                  |
|            | 乔治·皮特·索托斯         | 少校             | 美国海军预备役 | 1946年6月-1947年3月7日      |
|            | 威廉·霍华德·柴尔德里斯   | 少校             | 美国海军       | 1957年8月2日                |
|            | 小托里亚·约珥·布雷滕     | 少校             | 美国海军       | 1959年9月11日               |
|            | 詹姆斯·怀特尼·马丁       | 少校             | 美国海军       | 1960年8月4日                |
|            | 约翰·斯蒂芬·特纳         | 少校（升任中校） | 美国海军       | 1961年6月23日               |
|            | 詹姆斯·威廉·斯特罗贝尔   | 少校（升任中校） | 美国海军       | 1963年2月15日               |
|            | 理查德·卡尔·史密斯       | 少校             | 美国海军       | 1964年7月9日                |
|            | 小约翰·詹姆斯·金斯顿     | 少校             | 美国海军       | 1966年8月8日                |
|            | 罗伯特·伯恩斯·克雷西     | 少校             | 美国海军       | 1968年5月23日               |
|            | 博比·李·桑普尔           | 少校             | 美国海军       | 1969年5月7日                |
|            | 小大卫·沃尔特·萨默斯     | 中校             | 美国海军       | 1971年                      |
|            | 查尔斯·爱德华·瑞恩       | 中校             | 美国海军       | 1972年9月1日-1973年10月22日 |
| 参考文献： |                          |                  |                |                             |